# Front Mission 3
Front Mission 3 (яп. フロントミッション サード Фуронто Миссён Саадо) — третья часть серии тактических ролевых игр Front Mission. Первая игра этой серии, вышедшая за пределами Японии.

## Игровой процесс
Front Mission 3 — это пошаговая стратегия, разбавленная сюжетными кинематографическими вставками. Игрок контролирует нескольких персонажей, сидящих внутри ванзеров (больших шагающих роботов). Ванзеры можно настраивать по своему усмотрению: менять им запчасти, давать разнообразное оружие, снаряжать предметами и т. д. Сражения между ванзерами происходят на импровизированной миниатюрной карте, условно разделённой на игровые поля (клетки). Игрок может выставить на бой максимум четырёх персонажей из своей команды, также он имеет право совершить первый ход. Юниты команды игрока и команды, управляемой искусственным интеллектом, совершают ходы по очереди, движутся навстречу друг к другу и вступают в сражение. На некоторых картах в стане игрока могут находиться союзные персонажи, которых, как правило, требуется защитить. К противнику, в свою очередь, могут подходить подкрепления, войска, которых изначально нет на карте. Цель каждой миссии — ликвидировать все вражеские единицы, для этого достаточно убить или заставить сдаться всех их пилотов. В некоторых миссиях победу можно одержать, также выполнив специальное задание (дойти до определённого игрового поля, убить босса и т. п.).
В перерывах между миссиями игрок попадает в так называемый «виртуальный гараж», где может сохраниться и подготовиться к следующему сражению. Виртуальный потому, что в некоторых сюжетных вставках доступ к настоящим гаражам попросту невозможен, а все функции при этом продолжают действовать. Сохраниться игрок может практически в любой момент игры. Все персонажи имеют личные адреса электронной почты, могут получать сообщения от других персонажей и отправлять свои собственные. Эта система может быть использована игроком для выполнения различных побочных квестов и для более полного понимания сюжета. Для тех же целей в игру встроен ещё и импровизированный интернет, содержащий множество информационных страниц, собранных со всего игрового мира.

## Сюжет
События игры разворачиваются в 2112 году на планете Земля. Молодой японец Кадзуки Такэмура работает пилотом-испытателем ванзеров в машиностроительной корпорации Кирисима Индастриз. Его, вместе с лучшим другом Рёго Кусамой, начальство отправляет в качестве курьера на военную базу города Йокосука, где по неизвестным причинам происходит страшной силы взрыв. На этом месте история дробится на две сюжетных линии.
Первая сюжетная линия (когда в начале игры Кадзуки отправляется на строительную площадку вместе с Рёго), предполагает большинство миссий на стороне USN (Соединённых Штатов Нации). Кадзуки знакомится с учёным USN Эммой Кламски и почти на протяжении всей игры пытается найти и спасти свою пропавшую приёмную сестру Алису.
В другой сюжетной ветви (когда Кадзуки отказывается идти с Рёго на стройплощадку) большинство миссий проходит на стороне Народной Республики Да Хань Чжун (Китай, соединённый с Тайванем). Кадзуки встречает китайского секретного агента Рю Хэй Фона, который просит его помочь найти оружие массового поражения под названием «МИДАС». Алиса при этом на протяжении всей игры путешествует вместе с братом.
Оба сценария достаточно ощутимо отличаются друг от друга, позволяют взглянуть на одни и те же политические события с разных сторон, по-разному раскрывают личности некоторых героев. Встречаются одинаковые карты, которые отправляют игрока за разные стороны баррикад. Например, в одной из историй совместно с партизанами требуется захватить передвижную крепость Тяньлэй, тогда как в другой её необходимо от этих самых партизан защитить.

## Музыкальное сопровождение
В написании саундтрека для игры были задействованы известные японские композиторы: Кодзи Хаяма («Ape Escape 2», «Cho Aniki»), Хаято Мацуо («Ogre Battle», «Final Fantasy XII») и СИГЭКИ. При этом Хаяма записал 20 звуковых дорожек, а Мацуо, в свою очередь, 26. Ими же был спродюсирован диск с соответствующим содержанием — «Front Mission 3 Original Soundtrack», выпущенный 22 сентября 1999 года издательской конторой DigiCube (каталоговый номер SSCX-10035). Переизданий альбома со стороны компании Square Enix не последовало.

### Список композиций
| №   | Название           | Автор(ы)    | Длительность |
| --- | ------------------ | ----------- | ------------ |
| 1.  | «The Government»   | СИГЭКИ      | 1:50         |
| 2.  | «Starting»         | Кодзи Хаяма | 2:30         |
| 3.  | «City (Japan)»     | Хаято Мацуо | 2:40         |
| 4.  | «Problem»          | Кодзи Хаяма | 4:00         |
| 5.  | «Bar (Generic)»    | Хаято Мацуо | 3:05         |
| 6.  | «Infiltration»     | Кодзи Хаяма | 4:08         |
| 7.  | «Setup I»          | Кодзи Хаяма | 3:34         |
| 8.  | «Setup II»         | Кодзи Хаяма | 2:48         |
| 9.  | «Network»          | Кодзи Хаяма | 4:05         |
| 10. | «Base Invasion»    | Хаято Мацуо | 4:11         |
| 11. | «Impact»           | Кодзи Хаяма | 2:18         |
| 12. | «Silence»          | Хаято Мацуо | 2:41         |
| 13. | «Defensive War»    | Кодзи Хаяма | 3:20         |
| 14. | «Anger»            | Хаято Мацуо | 3:07         |
| 15. | «VS Mercenaries»   | Хаято Мацуо | 4:06         |
| 16. | «City (China)»     | Хаято Мацуо | 2:54         |
| 17. | «Bar (China)»      | Хаято Мацуо | 2:46         |
| 18. | «Ajito»            | Кодзи Хаяма | 3:08         |
| 19. | «Escape»           | Кодзи Хаяма | 2:27         |
| 20. | «Army Base»        | Хаято Мацуо | 3:06         |
| 21. | «Research Lab»     | Хаято Мацуо | 3:01         |
| 22. | «Lukav I»          | Хаято Мацуо | 3:00         |
| 23. | «Suspicion»        | Кодзи Хаяма | 1:14         |
| 24. | «Front Line Base»  | Хаято Мацуо | 3:00         |
| 25. | «Advancing Attack» | Хаято Мацуо | 4:30         |

| №   | Название                    | Автор(ы)    | Длительность |
| --- | --------------------------- | ----------- | ------------ |
| 1.  | «Breather I»                | Кодзи Хаяма | 4:13         |
| 2.  | «Breather II»               | Кодзи Хаяма | 3:12         |
| 3.  | «City (Ruins)»              | Кодзи Хаяма | 3:03         |
| 4.  | «Barilar»                   | Кодзи Хаяма | 2:55         |
| 5.  | «Plains (China)»            | Хаято Мацуо | 4:06         |
| 6.  | «Fort Invasion»             | Хаято Мацуо | 4:00         |
| 7.  | «Forest (Southeast Asia)»   | Хаято Мацуо | 4:56         |
| 8.  | «Advancing Enemy»           | Кодзи Хаяма | 2:15         |
| 9.  | «Scout Unit»                | Кодзи Хаяма | 3:54         |
| 10. | «Aggression»                | Хаято Мацуо | 5:04         |
| 11. | «VS Imaginary Number Force» | Кодзи Хаяма | 1:52         |
| 12. | «Sorrow»                    | Хаято Мацуо | 3:02         |
| 13. | «Lukav II»                  | Хаято Мацуо | :54          |
| 14. | «Promise»                   | Кодзи Хаяма | 3:49         |
| 15. | «Lunge»                     | Хаято Мацуо | 3:59         |
| 16. | «Big Battle»                | Хаято Мацуо | 4:32         |
| 17. | «Memories (Alisa)»          | Хаято Мацуо | 1:42         |
| 18. | «Swift Attack»              | Кодзи Хаяма | 3:40         |
| 19. | «Stage End I»               | Хаято Мацуо | 1:08         |
| 20. | «Stage End II»              | Хаято Мацуо | 1:38         |
| 21. | «Game Over»                 | Хаято Мацуо | 1:10         |
| 22. | «Ending»                    | Хаято Мацуо | 6:25         |

## Переиздания
После основного релиза игра Front Mission 3 впоследствии ещё несколько раз переиздавалась для японского рынка. 28 сентября 2000 года игра была перевыпущена под эгидой маркетинговой компании Square’s Millennium Collection и продавалась совместно с некоторыми сопутствующими товарами: лазерными указками, брелоками, маленькими сумками и цепочками с логотипом присутствующей в игре корпорации Leonora Enterprises. 17 января 2002 года Front Mission 3 была переиздана как часть программы по выпуску бестселлеров «PSOne Books», включающую лучшие игры для приставки PlayStation. Вместе с первой и второй частями серии Front Mission игра была включена в состав компиляции Front Mission History, выпущенной 11 декабря 2003 года. При этом в первые две части разработчиками были внесены некоторые изменения, а третья осталась точно такой же, какой и была. И, наконец, 5 октября 2006 года игра была издана в последний раз, на сей раз как часть коллекции Ultimate Hits.

## Отзывы и критика
| Сводный рейтинг | Сводный рейтинг |
| Агрегатор       | Оценка          |
| --------------- | --------------- |
| GameRankings    | 83,78 %         |

В течение года после издания в Японии было продано 298 342 копий игры. Авторитетный японский игровой журнал Famitsu поставил 32 балла из 40 возможных и включил Front Mission 3 в список 120-и лучших игр, которые когда-либо выходили для приставки PlayStation.